# Segunda División A 1994/95
De Segunda División A 1994/95 was het 64ste seizoen van het tweede niveau van het Spaans voetbalkampioenschap.   Het ging van start op 3 september 1994 en eindigde op 18 juni 1995.  Dit was het laatste seizoen waarin een overwinning slechts twee punten opleverde.

## Eindklassement
|     | Club                   | WG | W  | G  | V  | DV | DT | P  |                                                     |
| --- | ---------------------- | -- | -- | -- | -- | -- | -- | -- | --------------------------------------------------- |
| 1º  | CP Mérida              | 38 | 23 | 10 | 5  | 55 | 19 | 56 | Promotie naar de Primera División                   |
| 2ª  | Rayo Vallecano         | 38 | 20 | 13 | 5  | 61 | 31 | 53 | Promotie naar de Primera División                   |
| 3º  | UE Lleida              | 38 | 19 | 8  | 11 | 54 | 34 | 46 | Eindronde, zonder promotie naar de Primera División |
| 4º  | UD Salamanca           | 38 | 15 | 15 | 8  | 48 | 37 | 45 | Eindronde, met promotie naar de Primera División    |
| 5º  | SD Eibar               | 38 | 12 | 19 | 7  | 32 | 27 | 43 |                                                     |
| 6º  | FC Barcelona Atlètic   | 38 | 11 | 20 | 7  | 64 | 48 | 42 |                                                     |
| 7º  | CA Osasuna             | 38 | 14 | 13 | 11 | 39 | 35 | 41 |                                                     |
| 8º  | Real Madrid Castilla   | 38 | 13 | 13 | 12 | 42 | 40 | 39 |                                                     |
| 9º  | Hércules CF            | 38 | 13 | 13 | 12 | 43 | 44 | 39 |                                                     |
| 10º | RCD Mallorca           | 38 | 13 | 12 | 13 | 53 | 40 | 38 |                                                     |
| 11º | Villarreal CF          | 38 | 11 | 16 | 11 | 41 | 36 | 38 |                                                     |
| 12º | CD Toledo              | 38 | 13 | 12 | 13 | 49 | 54 | 38 |                                                     |
| 13º | CD Badajoz             | 38 | 9  | 16 | 13 | 32 | 40 | 34 |                                                     |
| 14º | Club Atlético Marbella | 38 | 13 | 8  | 17 | 42 | 54 | 34 |                                                     |
| 15º | CF Extremadura         | 38 | 8  | 18 | 12 | 35 | 48 | 34 |                                                     |
| 16º | Bilbao Athletic        | 38 | 10 | 12 | 16 | 42 | 52 | 32 |                                                     |
| 17º | Palamós CF             | 38 | 8  | 14 | 16 | 52 | 57 | 30 | Degradatie naar de Segunda División B (1)           |
| 18º | Getafe CF              | 38 | 5  | 20 | 13 | 26 | 42 | 30 | Behoud door administratieve beslissing (2)          |
| 19º | CD Leganés             | 38 | 10 | 8  | 20 | 39 | 66 | 28 | Behoud door administratieve beslissing (2)          |
| 20º | CD Ourense             | 38 | 4  | 12 | 22 | 26 | 71 | 20 | Degradatie naar de Segunda División B               |

(1) Doordat de ploeg de salarissen van de spelers niet kon betalen, volgde er als administratieve straf een degradatie naar de Tercera División.
(2) Sevilla FC en Celta de Vigo werden administratief gedegradeerd uit de Primera División naar het niveau van de Tercera División wegens het niet betalen van hun schulden aan de Spaanse voetbalbond en zo redden Getafe en Leganés.  Achteraf werden Sevilla en Celta weer tot de hoogste Spaanse reeks toegelaten, waardoor deze voor twee seizoenen uitgebreid werd tot 22 ploegen.

## Play-offs
De uitkomst van de play-offs kon maximaal leiden tot twee extra stijgers naar het hoogste niveau van het Spaans voetbal.  In een eerste duel nam de achttiende uit de hoogste reeks het op tegen de derde uit de tweede reeks en in een tweede duel nam de zeventiende uit de hoogste reeks het op tegen de vierde uit de tweede reeks. Een duel bestond uit één ronde met heen- en terugwedstrijd.

### Heenwedstrijden
- UD Salamanca - Albacete Balompié 0-2
- UE Lleida - Sporting Gijón 2-2

### Terugwedstrijden
- Albacete Balompié - UD Salamanca  0-5
- Sporting Gijón - UE Lleida 3-2

## Topscorers
21 goals
- Antonio Puche Vicente "Puche II" (Palamós CF)

20 goals
- Goran Milojević (RCD Mallorca)

18 goals
- Francisco Javier García Ruiz "Salillas" (UE Lleida)

1929 · 1929/30 · 1930/31 · 1931/32 · 1932/33 · 1933/34 · 1934/35 · 1935/36 · 1936/37 · 1937/38 · 1938/39 · 1939/40 · 1940/41 · 1941/42 · 1942/43 · 1943/44 · 1944/45 · 1945/46 · 1946/47 · 1947/48 · 1948/49 · 1949/50 · 1950/51 · 1951/52 · 1952/53 · 1953/54 · 1954/55 · 1955/56 · 1956/57 · 1957/58 · 1958/59 · 1959/60 · 1960/61 · 1961/62 · 1962/63 · 1963/64 · 1964/65 · 1965/66 · 1966/67 · 1967/68 · 1968/69 · 1969/70 · 1970/71 · 1971/72 · 1972/73 · 1973/74 · 1974/75 · 1975/76 · 1976/77 · 1977/78 · 1978/79 · 1979/80 · 1980/81 · 1981/82 · 1982/83 · 1983/84 · 1984/85 · 1985/86 · 1986/87 · 1987/88 · 1988/89 · 1989/90 · 1990/91 · 1991/92 · 1992/93 · 1993/94 · 1994/95 · 1995/96 · 1996/97 · 1997/98 · 1998/99 · 1999/00 · 2000/01 · 2001/02 · 2002/03 · 2003/04 · 2004/05 · 2005/06 · 2006/07 · 2007/08 · 2008/09 · 2009/10 · 2010/11 · 2011/12 · 2012/13 · 2013/14 · 2014/15 · 2015/16 · 2016/17 · 2017/18 · 2018/19 · 2019/20 · 2020/21 · 2021/22 · 2022/23 · 2023/24 · 2024/25